# Bernabé Copado
Bernabé Copado Agenjo (Villanueva de Córdoba, 26 de junio de 1893-Málaga, 16 de agosto de 1975), historiador y escritor jesuita español, autor de numerosas crónicas sobre la Guerra Civil e historias sobre su Orden en Andalucía.

## Biografía
Entró en la Compañía de Jesús el 12/11/1908. Fue ordenado de sacerdote el 28/07/1923 en Barcelona. Fue Superior de las casas de Jerez de la Frontera (1928-32), Málaga (1937-40) y Montilla (1944-49). Misionero popular. Fue capellán castrense de los sublevados y anduvo durante la Guerra Civil con una columna «Redondo» de requetés sevillanos (llamada así por si jefe, Luis Redondo, comandante de Caballería retirado), por tierras de Andalucía (Serranía de Aracena, Riotinto, Huelva, Córdoba, Jaén, Málaga) y La Mancha, hechos sobre los cuales escribió Con la columna Redondo. Combates y conquistas, Crónica de Guerra (Sevilla: Imprenta Gavidia, 1937), documentando con fotografías y mapas su relato, y Contribución de Sangre (Málaga: Artes Gráficas Alcalá, 1941), que puede considerarse continuación del anterior y refleja el comienzo del Movimiento Nacional en las villas del valle de Los Pedroches y las luchas en Villanueva de Córdoba y Jaén. Escribió además Al margen del camino. Notas biográficas del P. José Manuel Aicardo (Málaga: Urania, 1943), La Compañía de Jesús en Montilla (Málaga, Artes Gráficas Alcalá, 1944), dedicada al Conde de la Cortina; Crónicas misionales de Andalucia. Año 1973 (Cádiz: Imprenta del Niño Jesús, 1973) e Historia del Tercio de Nuestra Señora de la Merced (Jerez, s. a.). 
Escribió con bastante objetividad, habida cuenta del bando en que militaba, sobre la represión republicana y nacional durante la guerra. Consagrado al Apostolado social, fundó en Málaga en 1945 junto a la madre María Luisa Estrada la Congregación religiosa de Siervas de Cristo Abandonado con la finalidad específica de acoger a los niños con problemática familiar y dirigió también allí la Casa del Niño Jesús al menos desde 1946. Creó también en la ciudad la Institución de Cristo Abandonado el 7 de febrero de 1947 para la formación de jóvenes desamparadas y, en Sevilla y Cádiz (1950), Casas del Niño Jesús para asistencia, crianza y educación de niños huérfanos o con pocos recursos. La de Sevilla la dirigió al menos entre 1958 y 1965 y en este último año fue vicepostulador de la causa de canonización de la monja sevillana sor Ángela de la Cruz Guerrero, fundadora del Instituto de las Hermanas de la Cruz.

## Obras
- Con la columna Redondo. Combates y conquistas, Crónica de Guerra (Sevilla: Imprenta Gavidia, 1937)
- Málaga y el Corazón de Jesús Málaga: Artes Gráficas Alcalá, [1941].
- Contribución de Sangre (Málaga: Artes Gráficas Alcalá, 1941)
- Al margen del camino. Notas biográficas del P. José M. Aicardo (Málaga: Urania, 1943)
- La Compañía de Jesús en Montilla (Málaga: Artes gráficas Alcalá, 1944)
- Crónicas misionales de Andalucia. Año 1973 (Cádiz: Imprenta del Niño Jesús, 1973)
- Historia del Tercio de Nuestra Señora de la Merced (Jerez, s. a.).